# Marzling
Marzling – miejscowość i gmina w Niemczech, w kraju związkowym Bawaria, w rejencji Górna Bawaria, w regionie Monachium, w powiecie Freising. Leży około 5 km na wschód od Freising, nad Izarą, przy drodze B11 i linii kolejowej Monachium – Ratyzbona.

## Dzielnice
Dzielnicami w gminie są: Brunnhofen, Eixendorf, Goldshausen, Hangenham, Hirschau, Jaibling, Marzling Riegerau/Riedhof, Rudlfing, Stoibermühle i Unterberghausen.

## Demografia
Dane o ludności z 31 grudnia 2008:
| Opis                                | Ogółem | Ogółem | Kobiety | Kobiety | Mężczyźni | Mężczyźni |
| ----------------------------------- | ------ | ------ | ------- | ------- | --------- | --------- |
| Jednostka                           | osób   | %      | osób    | %       | osób      | %         |
| Populacja                           | 3055   | 100    | 1473    | 48,22   | 1582      | 51,78     |
| Wiek przedprodukcyjny (0–17 lat)    | 627    | 20,52  | 276     | 9,03    | 351       | 11,49     |
| Wiek produkcyjny (18–65 lat)        | 2041   | 66,81  | 995     | 32,57   | 1046      | 34,24     |
| Wiek poprodukcyjny (powyżej 65 lat) | 387    | 12,67  | 202     | 6,61    | 185       | 6,06      |

## Polityka
Wójtem gminy jest Dieter Werner, rada gminy składa się z 14 osób.
|      | CSU/FW | PFB | FUWG | Razem |
| 2008 | 4      | 6   | 4    | 14    |
| 2002 | 5      | 6   | 3    | 14    |

## Oświata
W gminie znajduje się przedszkole (50 miejsc) oraz szkoła podstawowa (8 nauczycieli, 161 uczniów).